# Jérémy Pied
Jérémy Victor Pied (Grenoble, 23 febbraio 1989) è un ex calciatore francese, di ruolo difensore o centrocampista.

## Caratteristiche tecniche
Esterno di fascia destra, può essere schierato sia come ala che come terzino. Dotato di buona corsa e resistenza atletica, la sua duttilità tattica gli permette di essere impiegato anche sul lato opposto o come trequartista.

## Carriera

### Club
Cresciuto nel settore giovanile dell'Olympique Lione, viene mandato in prestito il 14 luglio 2009 al Metz, con il quale al termine della stagione conterà 37 presenze e 4 reti.
Il 26 agosto 2012 viene ceduto al Nizza, con cui firma un quadriennale, in uno scambio che coinvolge anche l'argentino Fabián Monzón. Il 25 agosto 2014 passa in prestito stagionale al Guingamp.
Rimasto svincolato dopo la scadenza del suo contratto con i rossoneri, il 1º agosto 2016 viene tesserato con un biennale dal Southampton, ritrovando per la terza volta in carriera l'allenatore Claude Puel. Il 25 agosto subisce la rottura totale del legamento crociato anteriore del ginocchio sinistro, terminando così anzitempo la stagione.
Dopo non aver rinnovato con i Saints, il 15 agosto 2018 firma con il Lilla, legandosi al club francese fino al 2020.

## Statistiche

### Presenze e reti nei club
Statistiche aggiornate al 15 agosto 2018.
| Stagione           | Squadra            | Campionato         | Campionato | Campionato | Coppe nazionali | Coppe nazionali | Coppe nazionali | Coppe continentali | Coppe continentali | Coppe continentali | Altre coppe | Altre coppe | Altre coppe | Totale | Totale |
| Stagione           | Squadra            | Comp               | Pres       | Reti       | Comp            | Pres            | Reti            | Comp               | Pres               | Reti               | Comp        | Pres        | Reti        | Pres   | Reti   |
| ------------------ | ------------------ | ------------------ | ---------- | ---------- | --------------- | --------------- | --------------- | ------------------ | ------------------ | ------------------ | ----------- | ----------- | ----------- | ------ | ------ |
| 2009-2010          | Metz               | L2                 | 37         | 4          | CF+CdL          | 0+2             | 0               | -                  | -                  | -                  | -           | -           | -           | 39     | 4      |
| 2010-2011          | O. Lione           | L1                 | 25         | 3          | CF+CdL          | 2+1             | 0               | UCL                | 8                  | 0                  | -           | -           | -           | 36     | 3      |
| 2011-2012          | O. Lione           | L1                 | 14         | 1          | CF+CdL          | 2+0             | 0               | UCL                | 3                  | 0                  | -           | -           | -           | 19     | 1      |
| ago. 2012          | O. Lione           | L1                 | 1          | 0          | CF+CdL          | -               | -               | UEL                | -                  | -                  | SF          | 0           | 0           | 1      | 0      |
| Totale O. Lione    | Totale O. Lione    | Totale O. Lione    | 40         | 4          |                 | 5               | 0               |                    | 11                 | 0                  |             | 0           | 0           | 56     | 4      |
| ago. 2012-2013     | Nizza              | L1                 | 26         | 0          | CF+CdL          | 1+3             | 0               | -                  | -                  | -                  | -           | -           | -           | 30     | 0      |
| 2013-2014          | Nizza              | L1                 | 21         | 1          | CF+CdL          | 2+1             | 0+1             | UEL                | 2                  | 0                  | -           | -           | -           | 26     | 2      |
| ago. 2014          | Nizza              | L1                 | 2          | 0          | CF+CdL          | -               | -               | -                  | -                  | -                  | -           | -           | -           | 2      | 0      |
| ago. 2014-2015     | Guingamp           | L1                 | 28         | 2          | CF+CdL          | 4+2             | 2+0             | UEL                | 7                  | 0                  | -           | -           | -           | 41     | 4      |
| 2015-2016          | Nizza              | L1                 | 33         | 0          | CF+CdL          | 0+2             | 0               | -                  | -                  | -                  | -           | -           | -           | 35     | 0      |
| Totale Nizza       | Totale Nizza       | Totale Nizza       | 82         | 1          |                 | 9               | 1               |                    | 2                  | 0                  |             | -           | -           | 93     | 2      |
| 2016-2017          | Southampton        | PL                 | 4          | 0          | FACup+CdL       | 0+0             | 0               | UEL                | 0                  | 0                  | -           | -           | -           | 4      | 0      |
| 2017-2018          | Southampton        | PL                 | 2          | 0          | FACup+CdL       | 1+1             | 0               | -                  | -                  | -                  | -           | -           | -           | 4      | 0      |
| Totale Southampton | Totale Southampton | Totale Southampton | 6          | 0          |                 | 2               | 0               |                    | 0                  | 0                  |             | -           | -           | 8      | 0      |
| 2018-2019          | Lilla              | L1                 | 0          | 0          | CF+CdL          | 0+0             | 0               | -                  | -                  | -                  | -           | -           | -           | 0      | 0      |
| Totale carriera    | Totale carriera    | Totale carriera    | 193        | 11         |                 | 24              | 3               |                    | 20                 | 0                  |             | -           | -           | 237    | 14     |

## Palmarès

### Club

#### Competizioni nazionali
- Coppa di Francia: 1

Olympique Lione: 2011-2012
- Supercoppa francese: 2

Olympique Lione: 2012
Lilla: 2021
- Campionato francese: 1

Lilla: 2020-2021